# Aserbaidschanische Fußballnationalmannschaft der Frauen
Die aserbaidschanische Fußballnationalmannschaft der Frauen repräsentiert den Staat Aserbaidschan im internationalen Frauenfußball. Die Nationalmannschaft ist dem aserbaidschanischen Fußballverband unterstellt.
Bis heute konnte sich die Mannschaft für kein internationales Turnier qualifizieren. Sie nahm erstmals 2009 an einer EM-Qualifikation und 2009/10 an der WM-Qualifikation für 2011 teil. Dabei belegte sie in der Gruppenphase mit 60 Gegentoren den letzten Platz. Belgien, Schweden sowie Wales konnten mit 11:0, 17:0 bzw. 15:0 gegen Aserbaidschan ihre höchsten Länderspielsiege erzielen.
Im  Dezember 2009 erreichte die Mannschaft mit Platz 58 die beste Platzierung in der FIFA-Weltrangliste.
Über einen Zeitraum von rund zwei Jahren (2010 bis 2012) betreute die ehemalige deutsche Nationalspielerin Sissy Raith ein Projekt einer aserbaidschanischen U-15- und U-17-Auswahl.

## Turnierbilanz

### Weltmeisterschaft
| - 1991: Keine Teilnahme, da Teil der Sowjetunion, die aber auch nicht teilnahm - 1995: nicht teilgenommen - 1999: nicht teilgenommen - 2003: nicht teilgenommen - 2007: nicht teilgenommen - 2011: nicht qualifiziert - 2015: nicht teilgenommen - 2019: nicht teilgenommen - 2023: nicht qualifiziert |

### Europameisterschaft
| - 1984 – 1991: Keine Teilnahme, da Teil der Sowjetunion, die aber auch nicht teilnahm - 1993: nicht teilgenommen - 1995: nicht teilgenommen - 1997: nicht teilgenommen - 2001: nicht teilgenommen - 2005: nicht teilgenommen - 2009: nicht qualifiziert - 2013: nicht teilgenommen - 2017: nicht teilgenommen - 2022: nicht qualifiziert - 2025: nicht qualifiziert, Abstieg in Liga C der UEFA Women’s Nations League 2025 |

### Olympische Spiele
Die Qualifikation erfolgte bis 2020 über die WM-Endrunde, ab 2024 über die UEFA Women’s Nations League.
| - 1996: nicht teilgenommen - 2000: nicht teilgenommen - 2004: nicht teilgenommen - 2008: nicht teilgenommen | - 2012: nicht qualifiziert - 2016: nicht teilgenommen - 2020: nicht teilgenommen - 2024: Keine Möglichkeit sich zu qualifizieren |

### Nations League
- 2023/24: Liga C3 – 1. Platz, Aufstieg in Liga B für die EM-Qualifikation 2025
- 2025: Liga C4 – 2. Platz, Verbleib in Liga C für die WM-Qualifikation 2027

## Spiele gegen Nationalmannschaften deutschsprachiger Länder
Bisher gab es keine Spiele gegen Deutschland, Liechtenstein und Österreich. 

### Schweiz
| Datum         | Ort      | Ergebnis | Anlass           |
| 9. April 2024 | Baku     | 0:4      | EM-Qualifikation |
| 16. Juli 2024 | Lausanne | 0:3      | EM-Qualifikation |